# Wenzhou

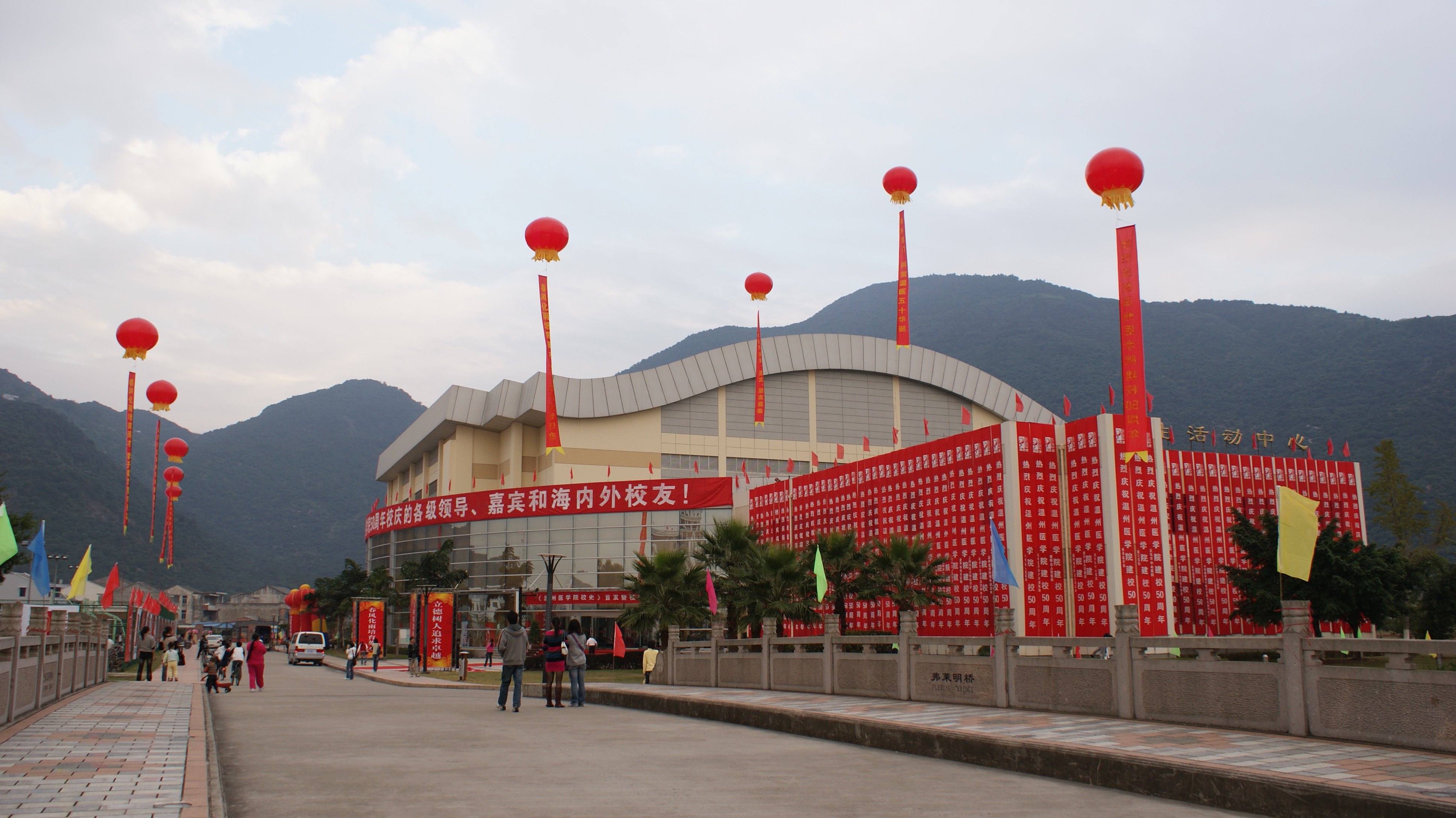
Medical College von Wenzhou

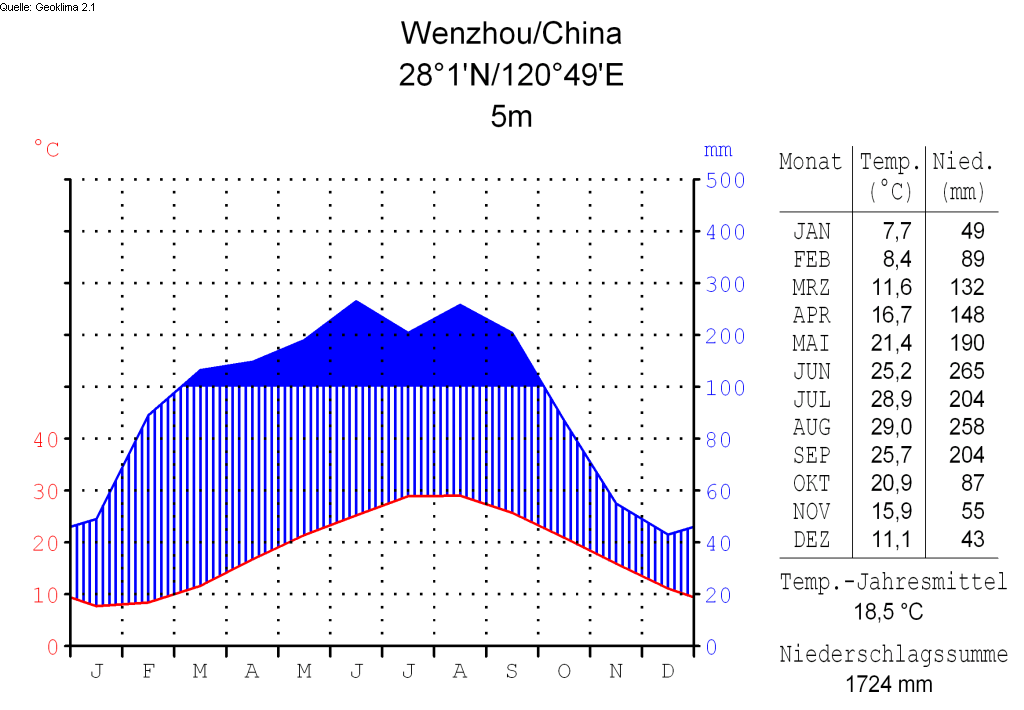
Klimadiagramm von Wenzhou

Wenzhou (chinesisch 溫州 / 温州, Pinyin Wēnzhōu, kurz: 甌 / 瓯,  Ōu) ist eine bezirksfreie Stadt im Süden der Provinz Zhejiang in der Volksrepublik China. Wenzhou liegt in einer gebirgigen Region am Aestuar des 388 km langen Ōu Jiāng (甌江 / 瓯江, etwa „Krug-Fluss“). das Stadtzentrum liegt etwa 30 km von der vorderen Küste zum Ostchinesischen Meer entfernt und ist das wirtschaftliche und kulturelle Zentrum Süd-Zhejiangs. Die Stadt hat eine verwaltete Fläche von 11.545 km² und ungefähr 9.572.903 Einwohner (Stand: Zensus 2020). Der geschlossene Siedlungskern Wenzhous beherbergt auf einer Fläche von 1188 km² 2.650.000 Einwohner (Stand: 2020). Die Stadt wurde seit den 2000er Jahren durch Landgewinnung an der Küste um mehr als 400 km² ausgedehnt. In dem gewonnenen Gebiet entstanden insbesondere Flächen für die industrielle Erweiterung der Stadt. Die Landgewinnung hält auch in den 2020er Jahren weiter an. Etwa 8 km südwestlich des Stadtzentrums befindet sich mit der Station Wēnzhōunán die Anbindung der Stadt an das chinesische Hochgeschwindigkeitsnetz.

## Administrative Gliederung
Auf Kreisebene setzt sich Wenzhou aus vier Stadtbezirken, fünf Kreisen und drei kreisfreien Städten zusammen. Diese sind (Stand: Zensus 2020):
- Stadtbezirk Dongtou – 洞头区 Dòngtóu Qū, 141 km², 107.027 Einwohner;
- Stadtbezirk Lucheng – 鹿城区 Lùchéng Qū, 293 km², 1.167.164 Einwohner;
- Stadtbezirk Longwan – 龙湾区 Lóngwān Qū, 218 km², 766.829 Einwohner;
- Stadtbezirk Ouhai – 瓯海区 Ōuhǎi Qū, 466 km², 963.238 Einwohner;
- Stadt Longgang – 龙港市 Lónggǎng Shì, 150 km², 464.695 Einwohner;
- Stadt Rui’an – 瑞安市 Ruì'ān Shì, 1.267 km², 1.520.046 Einwohner;
- Stadt Yueqing – 乐清市 Yuèqīng Shì, 1.271 km², 1.453.090 Einwohner;
- Kreis Yongjia – 永嘉县 Yǒngjiā Xiàn, 2.677 km², 869.548 Einwohner;
- Kreis Wencheng – 文成县 Wénchéng Xiàn, 1.296 km², 288.168 Einwohner;
- Kreis Pingyang – 平阳县 Píngyáng Xiàn, 961 km², 863.166 Einwohner;
- Kreis Taishun – 泰顺县 Tàishùn Xiàn, 1.768 km², 265.973 Einwohner;
- Kreis Cangnan – 苍南县 Cāngnán Xiàn, 1.039 km², 843.959 Einwohner.

## Wirtschaft
Die Stadt mit ihrer Region ist ein Zentrum der chinesischen Konsumgüterproduktion. In zahlreichen eher kleinen bis mittelgroßen Fabriken wird unter oft einfachen Bedingungen gearbeitet. Viele der Betriebe sind inzwischen privat geleitet, was zu einem beträchtlichen neuen Besitzbürgertum aus ärmlichen Verhältnissen geführt hat. Die wichtigsten Exportprodukte sind Textilien in Massenproduktion, Leder- und Sportschuhe (mit bis zu 4000 Firmen ist Wenzhou der führende Standort in China), Feuerzeuge (ca. 70 % Anteil weltweit), Brillenfassungen (einer der bedeutendsten Produktionsstandorte weltweit) oder einfachere Elektronikprodukte. Da die Löhne in Wenzhou für chinesische Verhältnisse bereits recht hoch liegen, versuchen die Fabrikleitungen Zweigbetriebe oder ganze Niederlassungen im Ausland zu gründen, vor allem in Afrika, aber auch im chinesischen Hinterland, wo noch billiger produziert werden kann. Auffallend ist dabei, dass nach einer Phase fast ausschließlicher Orientierung an westlichen Produktmustern („Kopien“) nun zunehmend auch eigenes Design, z. B. bei Schuhmodellen, in den härter gewordenen Markt gedrückt wird. Wenzhou besitzt einen internationalen Hafen der hauptsächlich für Chemieprodukte verwendet wird. Für den Transport von Waren setzen die ansässigen Firmen auf die Containerhäfen in Ningbo und Shanghai.
Niall Ferguson bezeichnet in seinem Buch Der Westen und der Rest der Welt Wenzhou als „chinesisches Jerusalem“, weil es in dieser Stadt so viele christliche Unternehmer gebe.
Zur Stadt gehört auch der Freizeitpark Wenzhou Paradise.
Das 2019 eröffnete Netz der Wenzhou Rail Transit wird stark ausgebaut.

## Geschichte
Die im 4. Jahrhundert n. Chr. gegründete Stadt Wenzhou wurde 1876 für den Außenhandel geöffnet.
Im 19. Jahrhundert wurde sie zu einem wichtigen Teehafen.
Am 1. September 2005 wurde die Stadt von Taifun Talim stark in Mitleidenschaft gezogen.

## Söhne und Töchter der Stadt
- Zhou Daguan (13./14. Jahrhundert), Diplomat und Autor
- William C. C. Chen (* 1933), Taijiquan-Kampfkunstmeister
- Francisca Tu (* 1943), deutsch-chinesische Schauspielerin
- Wu Qidi (* 1947), Wissenschaftlerin, Präsidentin der Tongji-Universität und stellvertretende Bildungsministerin
- Zhu Xiaodan (* 1953), Politiker
- Feng Zhenghu (* 1954), Wirtschaftswissenschaftler und Menschenrechtler
- Zeng Chenggang (* 1960), Bildhauer und Hochschullehrer
- Liu Bichun (* 1975), chinesische Schwimmerin
- Zhu Chen (* 1976), Schachweltmeisterin
- Hu Qianxun (* 1987), Boxer
- Sui He (* 1989), Model
- Zeng Xiaoye (* 1991), Snowboarder
- Ding Liren (* 1992), Schachweltmeister
- Dong Si Cheng alias „WinWin“ (* 1997), Mitglied der Band NCT
- Liu Shaoziyang (* 2003), Fußballspieler
- Pan Zhanle (* 2004), Schwimmer

## Städtepartnerschaften
Wenzhou gibt folgende Städtepartnerschaften an:
| Stadt              | Land                            | seit          |
| ------------------ | ------------------------------- | ------------- |
| Alicante           | Spanien                         | 1995          |
| Ambato             | Ecuador                         | 2013          |
| Barcelona          | Spanien                         | 2011          |
| Bexar County       | Texas, Vereinigte Staaten       | 2010          |
| Burnaby            | Kanada                          | 2009          |
| Castellamonte      | Piemont, Italien                | [ Yongjia 1 ] |
| Provinz Castellón  | Spanien                         | 2013          |
| Den Haag           | Niederlande                     | 2014          |
| Dimona             | Mechos haDarom, Israel          | 2020          |
| Gießen             | Deutschland                     | 2011          |
| Gisborne           | Neuseeland                      | 2019          |
| Gumi               | Südkorea                        | 2015          |
| Gwangju            | Südkorea                        | 2012          |
| Hefei              | Volksrepublik China             |               |
| Ipoh               | Malaysia                        | 2012          |
| Ipswich            | Queensland, Australien          | 2011          |
| Ipswich            | Vereinigtes Königreich          | 2015          |
| Ishinomaki         | Japan                           | 1984          |
| Jung-gu, Incheon   | Südkorea                        | 2006          |
| Kouvola            | Finnland                        | 2008          |
| Kumasi             | Ghana                           | 2016          |
| Kure               | Japan                           | 2006          |
| Levallois-Perret   | Frankreich                      | 2007          |
| Liuzhou            | Volksrepublik China             |               |
| Nanchong           | Volksrepublik China             |               |
| Neapel             | Italien                         | 2009          |
| Pittsburg          | Kalifornien, Vereinigte Staaten | 2008          |
| Port-Gentil        | Gabun                           | 2010          |
| Provinz Prato      | Italien                         | 2002          |
| Qitaihe            | Volksrepublik China             |               |
| Sankt Petersburg   | Russland                        | 2010          |
| Slagelse           | Dänemark                        | 2016          |
| Suzhou             | Volksrepublik China             |               |
| Turin              | Piemont, Italien                | 2021          |
| Union County       | New Jersey, Vereinigte Staaten  | 1998          |
| Vallensbæk Kommune | Dänemark                        | 2013          |
| Walvis Bay         | Namibia                         | 2008          |
| Weiz               | Steiermark, Österreich          | 2017          |
| Xiamen             | Volksrepublik China             |               |
| Yingkou            | Volksrepublik China             |               |
| Zhengzhou          | Volksrepublik China             |               |
| 9. Bezirk, Wien    | Österreich                      | 2014          |

1. ↑  Die Partnerschaft besteht mit dem Kreis Yongjia.